# Losowanie proste
Losowanie proste – technika losowania, w której każda jednostka badanej zbiorowości ma jednakowe prawdopodobieństwo dostania się do próby. Wyróżniamy losowanie proste bez zwracania oraz losowanie proste ze zwracaniem.